# Festival international de sculpture sur glace de Poznań
Le Festival international de sculpture sur glace de Poznań est le plus grand festival de sculpture sur glace en Europe, qui se déroule chaque année sur la place du marché de Poznań.

## Histoire
Le Festival International de sculpture sur glace de Poznań (Międzynarodowy Festiwal Rzeźby Lodowej w Poznaniu) se déroule chaque année sur la place du vieux marché. Sur deux jours consécutifs, les sculpteurs professionnels se disputent les concours de vitesse (premier jour) où les concurrents disposent tous d'un bloc de glace de même dimension, et du même temps de travail . Le second concours (le lendemain), par équipes de deux sculpteurs, le thème est libre.
Venus de différents pays (États-Unis, France, Japon, Russie,  Bulgarie, Slovénie, Canada...) les concurrents façonnent la glace en plein centre ville, devant plusieurs milliers de personnes (plus de 8000 en 2009). Pour la première édition, l'invité d'honneur était Patrick Roger de Campagnolle, et l'édition 2010 comptait trois champions du monde. Le montant du premier prix 2011 s'élevait à 1500 Euros. Dans le même temps, la ville organise le Bethléem poznanien (marché de Noël et de l'Avent) ainsi que des concerts de rue (Ray Wilson...).

## Déroulement
Le travail de découpe se pratique à la scie à chaîne, pour le dégrossissage et au ciseau (voire fer à repasser et projection d'eau) pour les finitions. L'œuvre terminée est évaluée par le public et le jury.
- Vitesse

Les sculpteurs taillent leur bloc de glace (1x0,5x0,25 m en 2007) en copiant le modèle dans le temps imparti.
L'œuvre la plus fidèle à l'originale obtient le plus de points.
- Thème libre

Les sculpteurs disposent de la journée pour réaliser une production originale, qui pourra atteindre une dizaine de mètres pour les plus grandes.

## Palmarès
- Epreuve libre

| Édition | Date             | Participants | Nations | Vainqueur                                            | Deuxième                                          | Troisième                                         |
| ------- | ---------------- | ------------ | ------- | ---------------------------------------------------- | ------------------------------------------------- | ------------------------------------------------- |
| XI      | 11 décembre 2016 | 24           | 11      | Marek Szewczyk Pologne Piotr Boroń Pologne           | Antonio Baisas Canada Ross Baisas Canada          | Dalius Dregva Lituanie Vidas Simanavcius Lituanie |
| X       | décembre 2015    |              |         | Antonio Baisas Canada Ross Baisas Canada             | Samuel Girault France Michał Mizuła Pologne       | Suguru Kanbayashi Japon Kevin Ashe Canada         |
| IX      | 14 décembre 2014 |              |         | Antonio Baisas Canada Ross Baisas Canada             | Samuel Girault France Michał Mizuła Pologne       | Jess Parrish États-Unis Angelito Baban États-Unis |
| VIII    | 15 décembre 2013 |              |         | Victor Dagatan États-Unis Angelito Baban Philippines | Kevin Ashe Canada Suguru Kanbayashi Japon         | Yoshihito Kosaka Japon Eisuke Kanaki Japon        |
| VII     | 9 décembre 2012  | 24           | 9       | Samuel Girault France Michał Mizuła Pologne          | Yoshihito Kosaka Japon Hiroyuki Suzuki Japon      | Vladimir Zhikhartsev Russie Andrey Besser Russie  |
| VI      | 2011             | 24           | 8       | Victor Dagatan Philippines Angelito Baban États-Unis | Vladimir Zhikhartsev Russie Nadia Fedotova Russie | Suguru Kanbayashi Canada Kevin Ashe Canada        |
| V       | 12 décembre 2010 | 12           |         | Aaron Costic États-Unis T.J.Grubisha États-Unis      | Russie                                            | Canada                                            |
| IV      | 2009             | 12           |         | Aaron Costic États-Unis T.J.Grubisha États-Unis      | Jędrzej Jankowski Pologne Krzysztof Gac Pologne   | Suguru Kanbayashi Canada Kevin Ashe Canada        |
| III     | 2008             | 15           |         | Aaron Costic États-Unis Sara Costic États-Unis       | Junichi Nakamura Japon                            | Lora Dimowa Bulgarie Georgy Velikor Bulgarie      |
| II      | 2007             | 9            |         | Samuel Girault France Robert Burkat Pologne          |                                                   |                                                   |
| I       | 2006             |              |         | Samuel Girault France Robert Burkat Pologne          |                                                   |                                                   |

- Epreuve de vitesse

| Édition | Date             | Participants | Nations | Vainqueur                   | Deuxième               | Troisième              |
| ------- | ---------------- | ------------ | ------- | --------------------------- | ---------------------- | ---------------------- |
| XI      | 10 décembre 2016 | 24           | 11      | Michał Mizuła Pologne       | Samuel Girault France  | Dalius Dregva Lituanie |
| X       | décembre 2015    |              |         | Ross Baisas Canada          | Yoshihito Kosaka Japon | Samuel Girault France  |
| IX      | 13 décembre 2014 |              |         | Michał Mizuła Pologne       |                        |                        |
| VIII    |                  |              |         |                             |                        |                        |
| VII     | 8 décembre 2012  | 40           |         | Vladimir Zhikhartsev Russie |                        |                        |
| VI      | 2011             |              |         | Michał Mizuła Pologne       | Samuel Girault France  |                        |
| V       | 11 décembre 2010 |              |         |                             |                        |                        |